# Портер, Куинси
Куинси Портер (англ. Quincy Porter; 7 февраля 1897, Нью-Хейвен — 12 ноября 1966, Бетани, Коннектикут) — американский композитор и музыкальный педагог.
Окончил Школу музыки Йельского университета как скрипач и композитор, учился у Горацио Паркера; был удостоен специального приза за лучшее выпускное сочинение для оркестра — Концерт для скрипки с оркестром, который сам исполнил как солист. Затем в течение года занимался скрипкой в парижской Schola Cantorum у Люсьена Капе, по возвращении в США совершенствовался в композиции под руководством Эрнеста Блоха. Под началом Блоха преподавал в Кливлендском институте музыки, на протяжении трёх лет возглавлял кафедру музыкальной теории и композиции. В 1932—1938 годах преподавал в Вассар-колледже, в 1938—1946 годах — в Консерватории Новой Англии (в том числе с 1942 года — её директор), в 1946—1965 годах — в Школе музыки Йельского университета.
Портеру принадлежат две симфонии, ряд других оркестровых сочинений (в том числе Украинская сюита для струнных, 1925), концерты для двух фортепиано с оркестром (Пулитцеровская премия, 1954), для альта с оркестром, для клавесина с оркестром, девять струнных квартетов, другие камерные сочинения.